# کلارا وارد

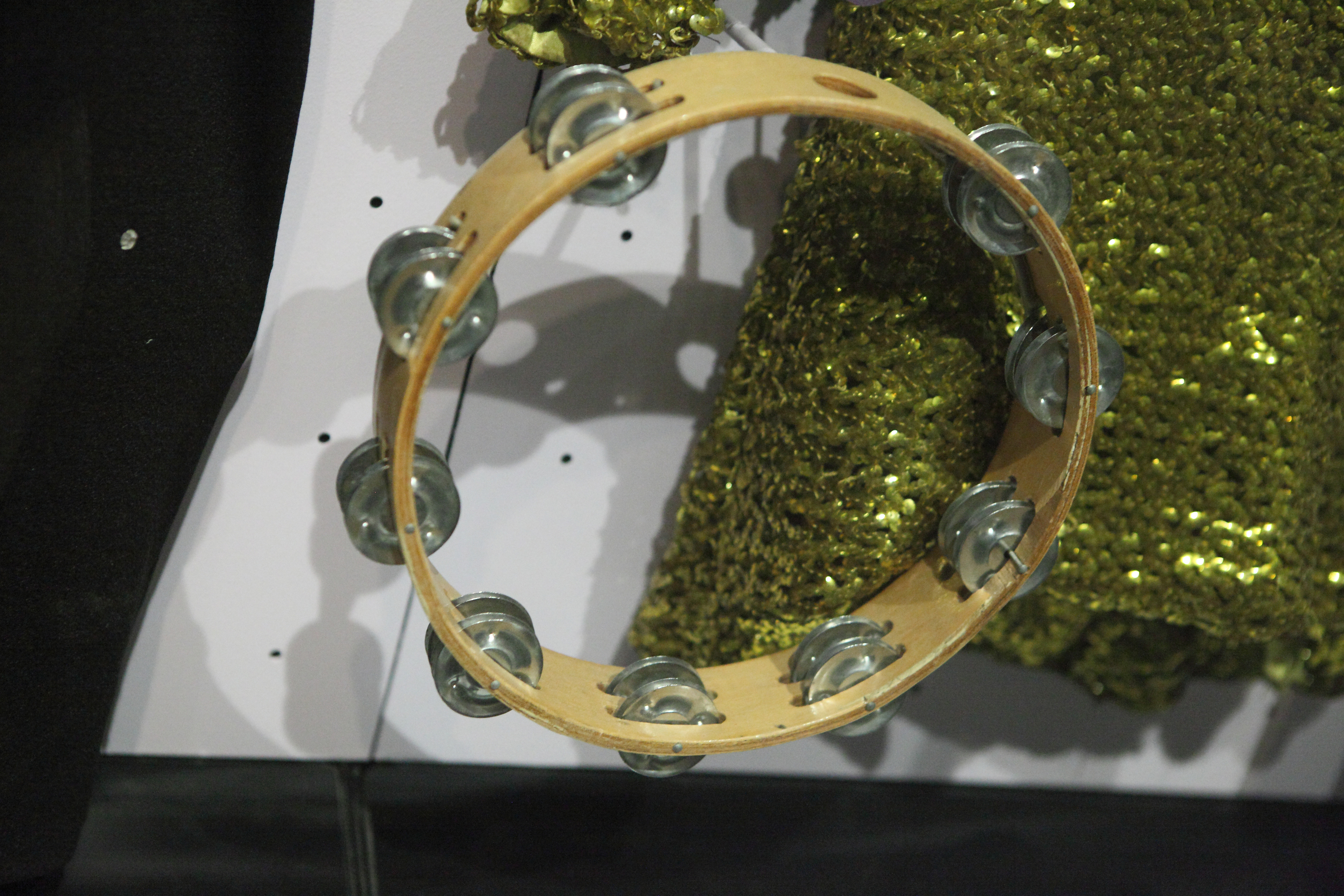
ساز تنبورین کلارا وارد

کلارا وارد (انگلیسی: Clara Ward؛ ۲۱ آوریل ۱۹۲۴ – ۱۶ ژانویهٔ ۱۹۷۳) یک موسیقی‌دان اهل ایالات متحده آمریکا بود.